# Championnat de France de Formule 4 2018
Navigation
Édition précédente Édition suivante
La saison 2018 du championnat de France de Formule 4 se déroule du 1er avril au 14 octobre au sein du format championnat de France des Circuits pour la majorité des épreuves. Il s'agit de la première édition du championnat en tant que championnat certifié par la FIA. Le Brésilien Caio Collet est sacré champion.

## Calendrier
Un calendrier de sept courses a été publié sur le site de la FFSA Academy, confirmant le retour à Dijon-Prenois et le déplacement de la manche espagnole de Barcelone au circuit de Jerez. La saison débute à Nogaro sur le circuit Paul Armagnac et se termine sur le circuit Paul-Ricard au Castellet.
| Manche | Manche | Circuit                                    | Date            |
| ------ | ------ | ------------------------------------------ | --------------- |
| 1      | C1     | Circuit Paul Armagnac, Nogaro              | 31 mars-2 avril |
| 1      | C2     | Circuit Paul Armagnac, Nogaro              | 31 mars-2 avril |
| 1      | C3     | Circuit Paul Armagnac, Nogaro              | 31 mars-2 avril |
| 2      | C1     | Circuit de Pau-Ville, Pau                  | 12–13 mai       |
| 2      | C2     | Circuit de Pau-Ville, Pau                  | 12–13 mai       |
| 2      | C3     | Circuit de Pau-Ville, Pau                  | 12–13 mai       |
| 3      | C1     | Circuit de Spa-Francorchamps, Spa          | 2-3 juin        |
| 3      | C2     | Circuit de Spa-Francorchamps, Spa          | 2-3 juin        |
| 3      | C3     | Circuit de Spa-Francorchamps, Spa          | 2-3 juin        |
| 4      | C1     | Circuit de Dijon-Prenois, Dijon            | 14-15 juillet   |
| 4      | C2     | Circuit de Dijon-Prenois, Dijon            | 14-15 juillet   |
| 4      | C3     | Circuit de Dijon-Prenois, Dijon            | 14-15 juillet   |
| 5      | C1     | Circuit de Nevers Magny-Cours, Magny-Cours | 8–9 septembre   |
| 5      | C2     | Circuit de Nevers Magny-Cours, Magny-Cours | 8–9 septembre   |
| 5      | C3     | Circuit de Nevers Magny-Cours, Magny-Cours | 8–9 septembre   |
| 6      | C1     | Circuit permanent de Jerez, Jerez          | 5-7 octobre     |
| 6      | C2     | Circuit permanent de Jerez, Jerez          | 5-7 octobre     |
| 6      | C3     | Circuit permanent de Jerez, Jerez          | 5-7 octobre     |
| 7      | C1     | Circuit Paul-Ricard, Le Castellet          | 13–14 octobre   |
| 7      | C2     | Circuit Paul-Ricard, Le Castellet          | 13–14 octobre   |
| 7      | C3     | Circuit Paul-Ricard, Le Castellet          | 13–14 octobre   |

## Engagés

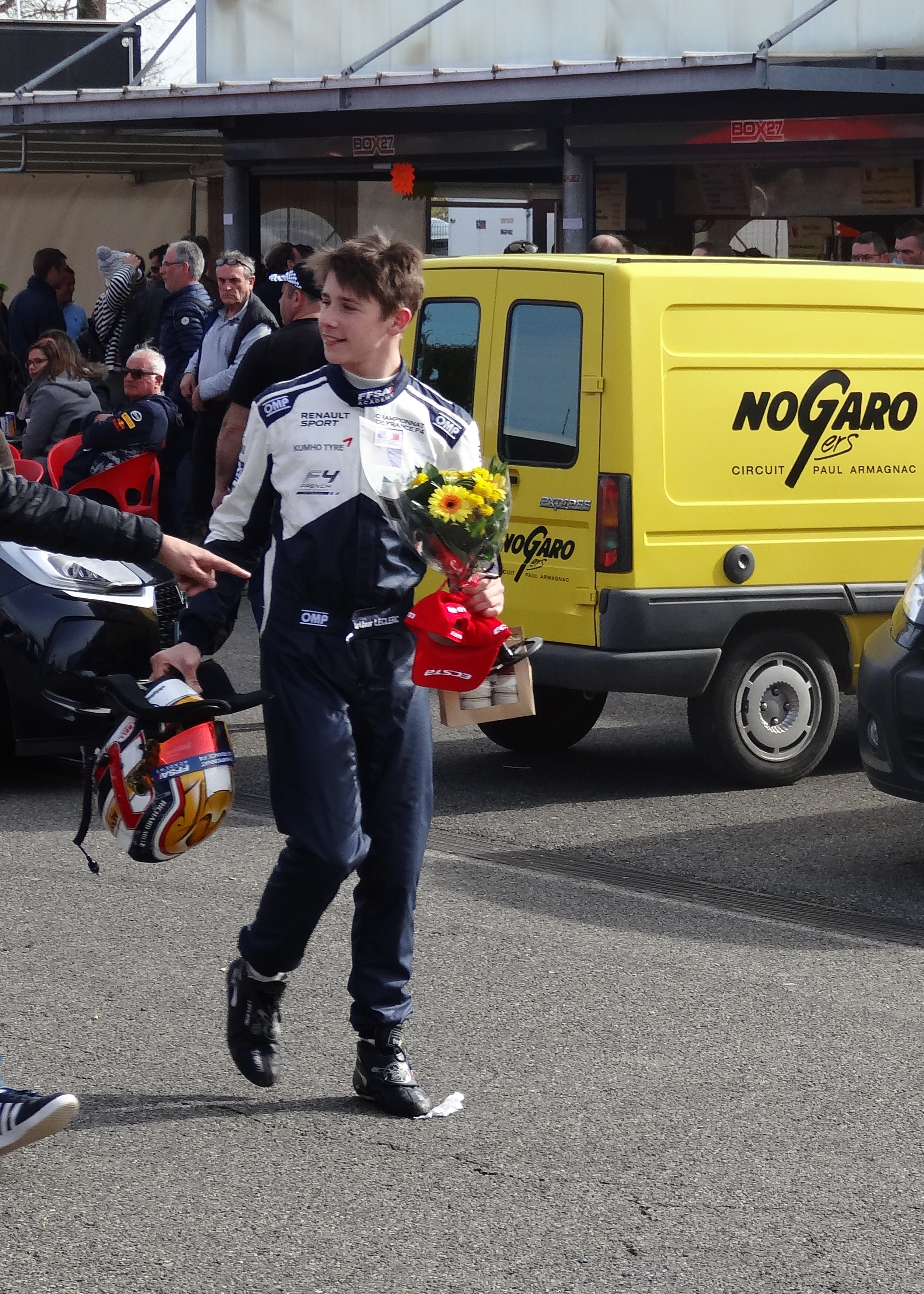
Arthur Leclerc après sa victoire en course 2 à Nogaro.

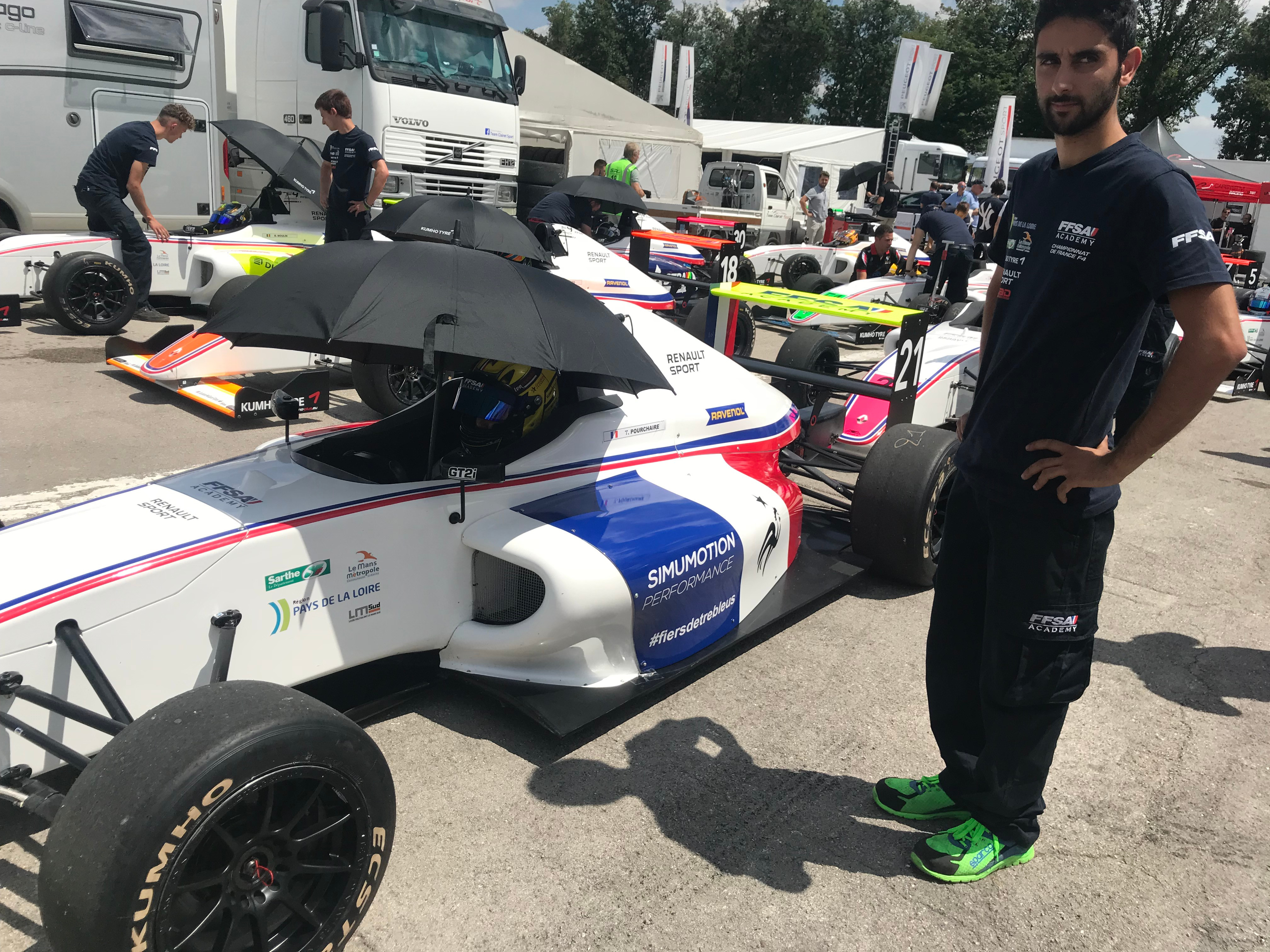
Théo Pourchaire avec une livrée spéciale pour l'équipe de France de football tout juste championne du monde, à Dijon-Prenois.

Parmi les engagés, il est à noter la présence d'Arthur Leclerc, frère du pilote de Formule 1 Charles Leclerc.
| No. | Pilote              | Classe | Manche     |
| --- | ------------------- | ------ | ---------- |
| 1   | Baptiste Berthelot  |        | Toutes     |
| 2   | Romain Boeckler     |        | 1, 3, 5, 7 |
| 3   | Stuart White        |        | 1–3        |
| 4   | Baptiste Moulin     |        | Toutes     |
| 5   | Adam Eteki          |        | Toutes     |
| 6   | Gillian Henrion     |        | 7          |
| 7   | Arthur Leclerc      |        | Toutes     |
| 8   | Evan Spenle         |        | 7          |
| 9   | Lucas Petersson     |        | 4          |
| 10  | Reshad de Gerus     | J      | Toutes     |
| 11  | Pierre-Louis Chovet |        | 1–4, 6–7   |
| 16  | Sacha Lehmann       |        | Toutes     |
| 18  | Mateo Herrero       |        | Toutes     |
| 21  | Théo Pourchaire     | J      | Toutes     |
| 22  | Théo Nouet          |        | Toutes     |
| 23  | Caio Collet         |        | Toutes     |
| 27  | Ugo de Wilde        |        | Toutes     |
| 28  | Alessandro Ghiretti |        | 6–7        |
| 30  | Esteban Muth        |        | Toutes     |
| 31  | Ulysse de Pauw      |        | Toutes     |
| 51  | Shihab Al Habsi     | J      | Toutes     |
| 87  | O'Neill Muth        | J      | 1–6        |
| 97  | Gavin Aimable       |        | 1–2        |

| Icône | Statut                                     |
| ----- | ------------------------------------------ |
| J     | Pilotes engagés dans le championnat Junior |

## Résultats

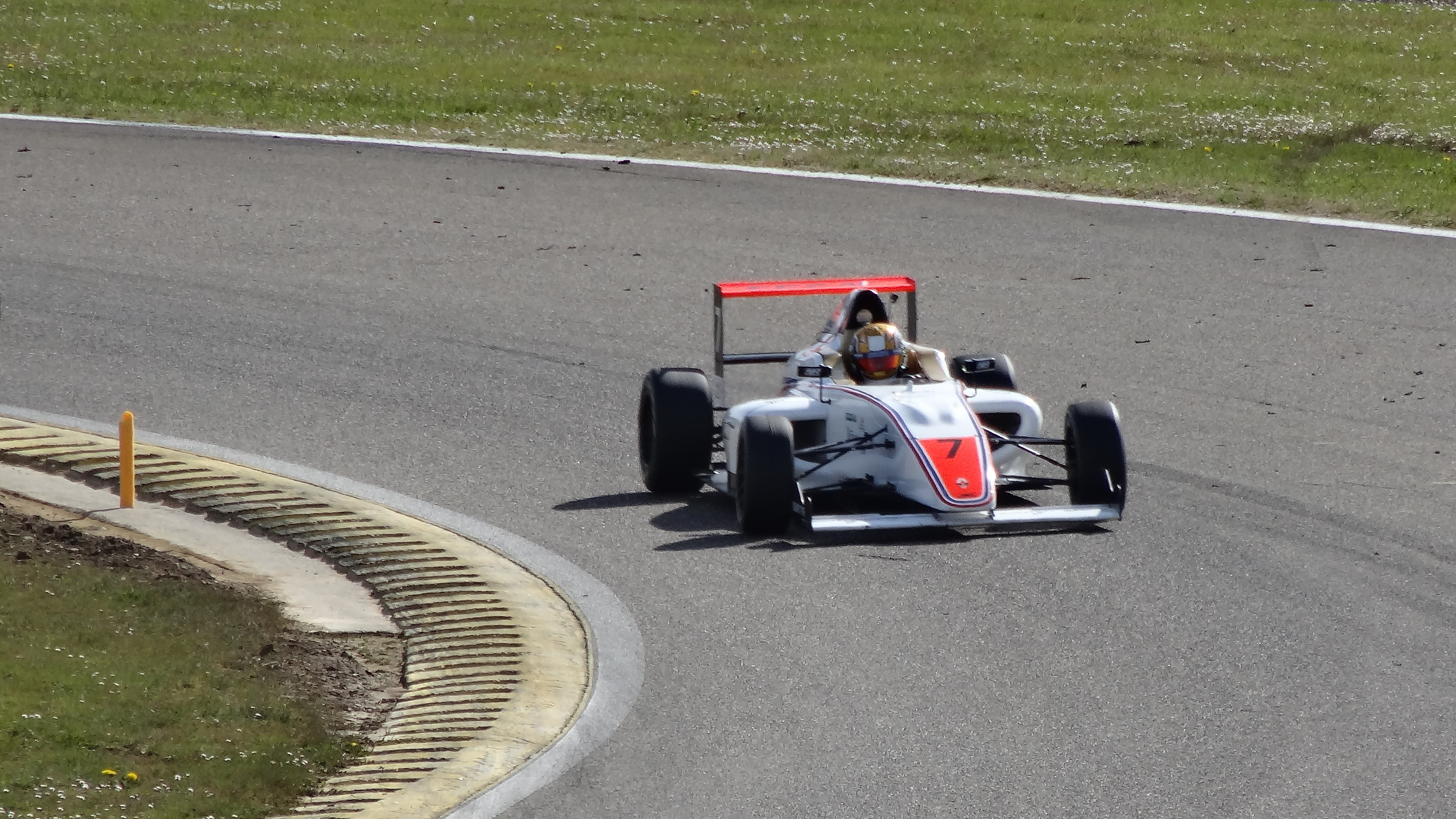
Adam Eteki lors de la course 2 à Nogaro.

Le champion Caio Collet a remporté sept des vingt-et-une courses du championnat.
| Manche | Manche | Circuit                                    | Date          | Pole Position  | Record du tour      | Vainqueur           | Vainqueur Junior |
| ------ | ------ | ------------------------------------------ | ------------- | -------------- | ------------------- | ------------------- | ---------------- |
| 1      | C1     | Circuit Paul Armagnac, Nogaro              | 1er avril     | Ugo de Wilde   | Adam Eteki          | Ugo de Wilde        | Théo Pourchaire  |
| 1      | C2     | Circuit Paul Armagnac, Nogaro              | 1er avril     |                | Théo Pourchaire     | Arthur Leclerc      | Théo Pourchaire  |
| 1      | C3     | Circuit Paul Armagnac, Nogaro              | 2 avril       | Adam Eteki     | Caio Collet         | Adam Eteki          | Théo Pourchaire  |
| 2      | C1     | Circuit de Pau-Ville, Pau                  | 12–13 mai     | Caio Collet    | Arthur Leclerc      | Caio Collet         | Théo Pourchaire  |
| 2      | C2     | Circuit de Pau-Ville, Pau                  | 12–13 mai     |                | Adam Eteki          | Adam Eteki          | Reshad de Gerus  |
| 2      | C3     | Circuit de Pau-Ville, Pau                  | 12–13 mai     | Caio Collet    | Ugo de Wilde        | Caio Collet         | Théo Pourchaire  |
| 3      | C1     | Circuit de Spa-Francorchamps, Spa          | 2-3 juin      | Arthur Leclerc | Adam Eteki          | Ulysse de Pauw      | Théo Pourchaire  |
| 3      | C2     | Circuit de Spa-Francorchamps, Spa          | 2-3 juin      |                | Stuart White        | Théo Pourchaire     | Théo Pourchaire  |
| 3      | C3     | Circuit de Spa-Francorchamps, Spa          | 2-3 juin      | Caio Collet    | Stuart White        | Stuart White        | Théo Pourchaire  |
| 4      | C1     | Circuit de Dijon-Prenois, Dijon            | 14-15 juillet | Ugo de Wilde   | Caio Collet         | Ugo de Wilde        | Théo Pourchaire  |
| 4      | C2     | Circuit de Dijon-Prenois, Dijon            | 14-15 juillet |                | Ulysse de Pauw      | Théo Nouet          | Théo Pourchaire  |
| 4      | C3     | Circuit de Dijon-Prenois, Dijon            | 14-15 juillet | Adam Eteki     | Esteban Muth        | Caio Collet         | Théo Pourchaire  |
| 5      | C1     | Circuit de Nevers Magny-Cours, Magny-Cours | 8–9 septembre | Caio Collet    | Caio Collet         | Caio Collet         | Théo Pourchaire  |
| 5      | C2     | Circuit de Nevers Magny-Cours, Magny-Cours | 8–9 septembre |                | Caio Collet         | Arthur Leclerc      | Reshad de Gerus  |
| 5      | C3     | Circuit de Nevers Magny-Cours, Magny-Cours | 8–9 septembre | Caio Collet    | Caio Collet         | Caio Collet         | Théo Pourchaire  |
| 6      | C1     | Circuit de Jerez, Jerez                    | 5-7 octobre   | Caio Collet    | Caio Collet         | Caio Collet         | Théo Pourchaire  |
| 6      | C2     | Circuit de Jerez, Jerez                    | 5-7 octobre   |                | Esteban Muth        | O'Neill Muth        | O'Neill Muth     |
| 6      | C3     | Circuit de Jerez, Jerez                    | 5-7 octobre   | Caio Collet    | Caio Collet         | Caio Collet         | Reshad de Gerus  |
| 7      | C1     | Circuit Paul-Ricard, Le Castellet          | 14–15 octobre | Ugo de Wilde   | Adam Eteki          | Ugo de Wilde        | Théo Pourchaire  |
| 7      | C2     | Circuit Paul-Ricard, Le Castellet          | 14–15 octobre |                | Adam Eteki          | Pierre-Louis Chovet | Reshad de Gerus  |
| 7      | C3     | Circuit Paul-Ricard, Le Castellet          | 14–15 octobre | Ugo de Wilde   | Pierre-Louis Chovet | Ugo de Wilde        | Théo Pourchaire  |

## Classement

### Attribution des points
| Courses       | Position | Position | Position | Position | Position | Position | Position | Position | Position | Position | Position | Position |
| ------------- | -------- | -------- | -------- | -------- | -------- | -------- | -------- | -------- | -------- | -------- | -------- | -------- |
| Courses       | 1er      | 2e       | 3e       | 4e       | 5e       | 6e       | 7e       | 8e       | 9e       | 10e      | PP       | MT       |
| Courses 1 & 3 | 25       | 18       | 15       | 12       | 10       | 8        | 6        | 4        | 2        | 1        | 1        | 1        |
| Course 2      | 15       | 12       | 10       | 8        | 6        | 4        | 2        | 1        | 0        | 0        | 0        | 1        |

### Championnat des pilotes
Les pilotes âgés de moins de 16 ans sont engagés dans le championnat Junior et ne sont pas éligibles pour ce championnat des pilotes. À ce titre, leurs résultats sont ignorés lors de l'établissement de ce classement général.
Seule la moitié des points a été octroyée pour la troisième course de la manche paloise car elle a été interrompue puis arrêtée sur drapeau rouge après cinq tours seulement. Caio Collet, lauréat du Volant Winfield, est sacré champion avec pour bilan 303,5 points marqués et trois très bons week-ends à Pau, à Magny-Cours et à Jerez.
| Pos                                                 | Pilote              | NOG | NOG  | NOG  | PAU | PAU  | PAU  | SPA  | SPA  | SPA  | DIJ | DIJ  | DIJ | MAG  | MAG  | MAG  | JER | JER | JER | LEC | LEC | LEC | Points |
| --------------------------------------------------- | ------------------- | --- | ---- | ---- | --- | ---- | ---- | ---- | ---- | ---- | --- | ---- | --- | ---- | ---- | ---- | --- | --- | --- | --- | --- | --- | ------ |
| 1                                                   | Caio Collet         | 3   | 2    | 3    | 1   | 6    | 1    | Abd. | 4    | 2    | 4   | 4    | 1   | 1    | 3    | 1    | 1   | 5   | 1   | 3   | 4   | 5   | 303.5  |
| 2                                                   | Ugo de Wilde        | 1   | 5    | 2    | 3   | 4    | 2    | 7    | Abd. | 6    | 1   | 8    | 5   | Abd. | 4    | 4    | 6   | 3   | 6   | 1   | 5   | 1   | 237    |
| 3                                                   | Ulysse de Pauw      | 4   | 4    | 5    | 7   | 2    | 7    | 1    | 2    | 5    | 5   | 5    | 3   | 5    | 2    | 5    | 4   | 4   | 5   | 4   | 6   | 4   | 224    |
| 4                                                   | Adam Eteki          | 2   | 6    | 1    | 8   | 1    | 6    | 5    | Abd. | 7    | 2   | 6    | 2   | 2    | 7    | 3    | 13* | Np. | 8   | 2   | 3   | 2   | 213    |
| 5                                                   | Arthur Leclerc      | 6   | 1    | 4    | 2   | 7    | 11   | 3    | 5    | 4    | 6   | 2    | 6   | 3    | 1    | 2    | 2   | 6   | 7   | 15  | 9   | 10  | 199    |
| 6                                                   | Pierre-Louis Chovet | 5   | 3    | Abd. | 5   | 5    | 4    | 2    | 7    | 3    | 3   | 7    | 7   |      |      |      | 7   | 2   | 4   | 8   | 1   | 6   | 162    |
| 7                                                   | Esteban Muth        | 8   | Abd. | 9    | 4   | 11   | 3    | 8    | 1    | 8    | 7   | 3    | 12  | 4    | 10   | 7    | 5   | 1   | 3   | 5   | 7   | 8   | 145.5  |
| 8                                                   | Théo Nouet          | 15  | 7    | 8    | 9   | Abd. | 8    | 6    | 11   | 9    | 8   | 1    | 4   | Abd. | 8    | 6    | 8   | 8   | 12* | 7   | 2   | 3   | 101    |
| 9                                                   | Stuart White        | 9   | Abd. | 6    | 6   | 3    | 5    | 4    | 3    | 1    |     |      |     |      |      |      |     |     |     |     |     |     | 80     |
| 10                                                  | Matéo Herrero       | 7   | Abd. | 7    | 10  | 8    | 9    | 9    | 6    | 10   | 9   | 9    | 8   | 7    | 5    | 10   | 11  | Np. | Np. | 6   | 15  | Np. | 50     |
| 11                                                  | Sacha Lehmann       | 10  | 12   | Abd. | 13  | 10   | 12   | 11   | 8    | 12   | 11  | 10   | 11  | 6    | 6    | 8    | 10  | 11  | 9   | 16  | 12  | 15  | 27     |
| 12                                                  | Baptiste Moulin     | 12  | 10   | 11   | 12  | 12   | 10   | 13   | 10   | 13   | 12  | 11   | 9   | 9    | Abd. | 9    | 9   | 9   | 10  | 10  | 13  | 11  | 19.5   |
| 13                                                  | Baptiste Berthelot  | 14  | 11   | 13   | 14  | 13   | 13   | 12   | 12   | Abd. | 13  | 12   | 13  | 10   | 9    | Abd. | 12  | 10  | 11  | 13  | 16  | 14  | 5      |
| 14                                                  | Gavin Aimable       | 11  | 8    | 10   | 11  | 9    | Abd. |      |      |      |     |      |     |      |      |      |     |     |     |     |     |     | 2      |
| Pilotes invités inéligibles pour marquer des points |                     |     |      |      |     |      |      |      |      |      |     |      |     |      |      |      |     |     |     |     |     |     |        |
| –                                                   | Alessandro Ghiretti |     |      |      |     |      |      |      |      |      |     |      |     |      |      |      | 3   | 7   | 2   | 11  | 8   | 13  | –      |
| –                                                   | Gillian Henrion     |     |      |      |     |      |      |      |      |      |     |      |     |      |      |      |     |     |     | 9   | 10  | 7   | –      |
| –                                                   | Romain Boeckler     | 13  | 9    | 12   |     |      |      | 10   | 9    | 11   |     |      |     | 8    | Abd. | Abd. |     |     |     | 12  | 14  | 9   | –      |
| –                                                   | Lucas Petersson     |     |      |      |     |      |      |      |      |      | 10  | Abd. | 10  |      |      |      |     |     |     |     |     |     | –      |
| –                                                   | Evan Spenle         |     |      |      |     |      |      |      |      |      |     |      |     |      |      |      |     |     |     | 14  | 11  | 12  | –      |

### Championnat Junior

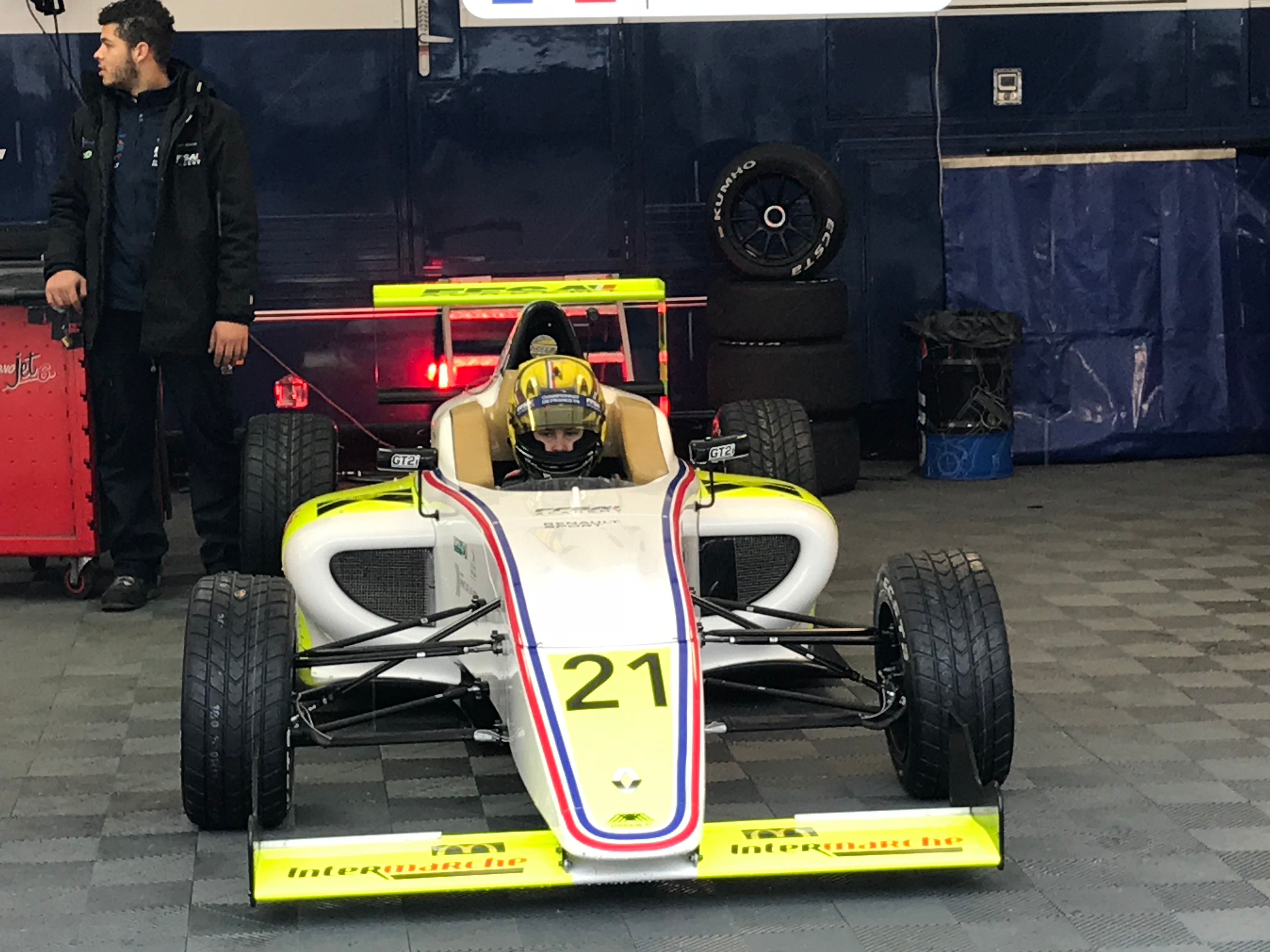
Théo Pourchaire est largement sacré champion Junior avec seize victoires en vingt-et-une courses.

Théo Pourchaire est sacré champion Junior avec 408,5 points marqués. Il a dominé la catégorie avec seize victoires en vingt-et-une courses et a même terminé premier toutes catégories confondues lors de la course 2 à Spa-Francorchamps. Si toutes ses courses avaient été comptabilisées dans le championnat principal, il se serait classé troisième du championnat.
| Pos | Pilote          | NOG | NOG | NOG | PAU | PAU | PAU  | SPA | SPA  | SPA | DIJ | DIJ | DIJ | MAG | MAG  | MAG | JER | JER | JER | LEC | LEC | LEC | Points |
| --- | --------------- | --- | --- | --- | --- | --- | ---- | --- | ---- | --- | --- | --- | --- | --- | ---- | --- | --- | --- | --- | --- | --- | --- | ------ |
| 1   | Théo Pourchaire | 1   | 1   | 1   | 1   | 2   | 1    | 1   | 1    | 1   | 1   | 1   | 1   | 1   | Abd. | 1   | 1   | 2   | 3   | 1   | 2   | 1   | 408.5  |
| 2   | Reshad de Gerus | 4   | 4   | 2   | 2   | 1   | 2    | 2   | Abd. | 3   | 4   | 3   | 4   | 3   | 1    | 2   | 2   | 3   | 1   | 2   | 1   | 2   | 299    |
| 3   | Shihab Al Hasbi | 2   | 2   | 4   | 4   | 4   | 3    | 3   | 3    | 4   | 2   | 2   | 3   | 4   | Abd. | 4   | 4   | 4   | 4   | 3   | 3   | 3   | 245.5  |
| 4   | O'Neill Muth    | 3   | 3   | 3   | 3   | 3   | Abd. | 4   | 2    | 2   | 3   | 4   | 2   | 2   | 2    | 3   | 3   | 1   | 2   |     |     |     | 243    |